# Vrtlinovec
Vrtlinovec falu Horvátországban, Varasd megyében. Közigazgatásilag Varasdfürdőhöz tartozik.

## Fekvése
Varasdtól 11 km-re délkeletre, községközpontjától 3 km-re északra, az A4-es autópálya varasdfürdői alagútjának bejáratánál  fekszik.

## Története
1857-ben 212, 1910-ben 338 lakosa volt. 
1920-ig  Varasd vármegye Novi Marofi járásához tartozott, majd a Szerb-Horvát Királyság része lett. 2001-ben a falunak 101 háza és 323 lakosa volt. 

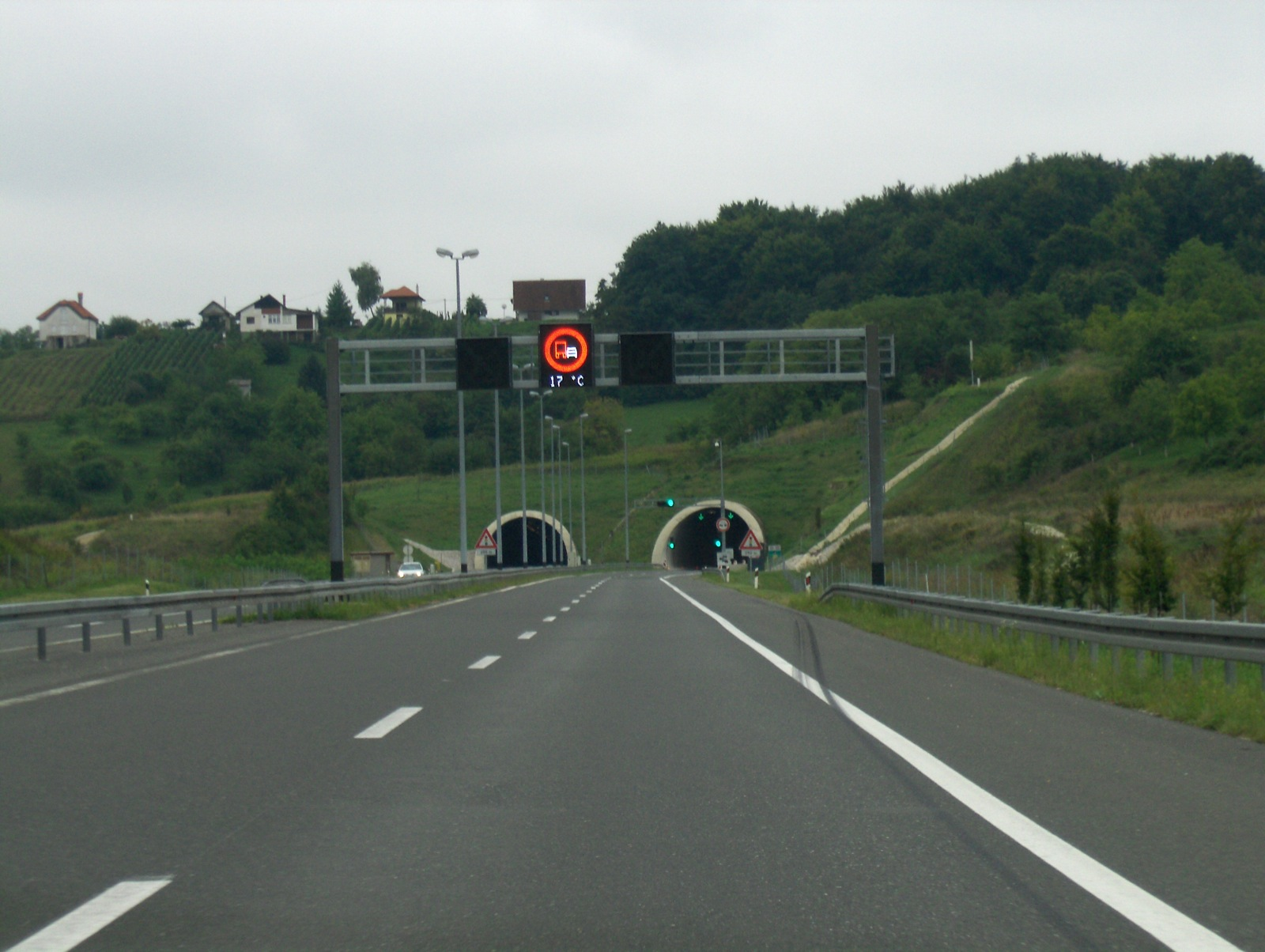
Az A4-es autópálya alagútjának bejárata Vrtlinovecnél

## Nevezetességei
- Az A4-es autópálya varasdfürdői alagútjának bejárata.
- Banjščina régészeti lelőhely.

## Külső hivatkozások
- Varasdfürdő hivatalos oldala
- A varasdfürdői Szent Márton plébánia blogja Archiválva 2011. augusztus 31-i dátummal a Wayback Machine-ben
- Varasd megye kulturális emlékei[halott link]